# Бураміс
Бураміс (Burramys) – рід сумчастих родини бурамісових.

## Назва
Етимологія: Барре (англ. Burra) — назва містечка на південному сході Австралії, поблизу якого вперше знайшли викопні рештки Бураміса, грец. μυσ — «миша». 

## Ознаки
Burramys найбільш виразно характеризується неспіврозмірно-великими, вигнутими, зубчастими, подібними до циркулярної пили третіми премолярами. 

## Таксономія
В межах роду розрізняють 4 види: один сучасний і три види вимерлих тварин.
Рід Бураміс (Burramys)
- Вид Бураміс малий (Burramys parvus)
- Вид †Burramys brutyi
- Вид †Burramys triradiatus
- Вид †Burramys wakefieldi — бураміс Вейкфілда